# Servicio de Recuperación Agrícola
El Servicio de Recuperación Agrícola fue un organismo público de España, creado en 1938, durante la Guerra Civil, por Ley de Francisco Franco dada en Burgos, el 3 de mayo de 1938, que se dedicó, casi exclusivamente, junto al Servicio Nacional de Reforma Económica y Social de la Tierra, creado el mismo año, a la labor de deshacer la reforma agraria llevada a cabo en la Segunda República y devolver las fincas a sus antiguos propietarios.

## Objeto oficial
Según el artículo 1 de su ley de creación, tenía por objeto poner en cultivo, con la  mayor  rapidez posible, las zonas liberadas y recoger todos  los  productos  agrícolas,  cosechas pendientes  y  elementos  de producción que se  encontraran abandonados en  dichas zonas al ser conquistadas.
Tras el final de la Guerra Civil, la Ley de 23 de febrero de 1940, "Sobre devolución a sus propietarios de las fincas ocupadas por  el Instituto de Reforma Agraria con arreglo a las Leyes de 1932 y 1935" estableció, a posteriori, las bases jurídicas de la devolución de las tierras realizadas sin fundamento legal hasta entonces.

## Proceso
El proceso de devolución llevado a cabo por las autoridades franquistas es calificado por el profesor Barciela como de contrarrevolución de acuerdo con los datos resultantes, porque se realizó una ocupación de las tierras por los propietarios antiguos sin apenas control del Estado y con escasa regulación legal y que además supuso la apropiación por los antiguos propietarios también de las cosechas, ganado y herramientas de los colonos que ocupaban las tierras. Los datos que reflejan esta realidad son que las parcelas ocupadas durante la República alcanzaron los 6,3 millones de hectáreas aproximadamente, de las cuales con arreglo a la normativa aprobada fueron devueltas 456.523, mientras que el resto es decir más de 5,8 millones de hectáreas fueron ocupadas por los antiguos propietarios sin ningún control legal.
Ángel Zorrilla que fue máximo responsable del Servicio Nacional de Reforma Económica y Social de la Tierra manifestó en 1943 ante el Consejo Nacional de Colonización, órgano supremo del Instituto Nacional de Colonización que el proceso de recuperación de tierras se ejecutó en muchas ocasiones de manera violenta y sin procedimiento, en algunos casos contra campesinos que combatían o habían combatido en el frente con las tropas franquistas.